# Rhyacopsyche peruviana
Rhyacopsyche peruviana är en nattsländeart som beskrevs av Oliver S. Flint Jr. 1975. Rhyacopsyche peruviana ingår i släktet Rhyacopsyche och familjen smånattsländor. Inga underarter finns listade i Catalogue of Life.